# 円頓寺

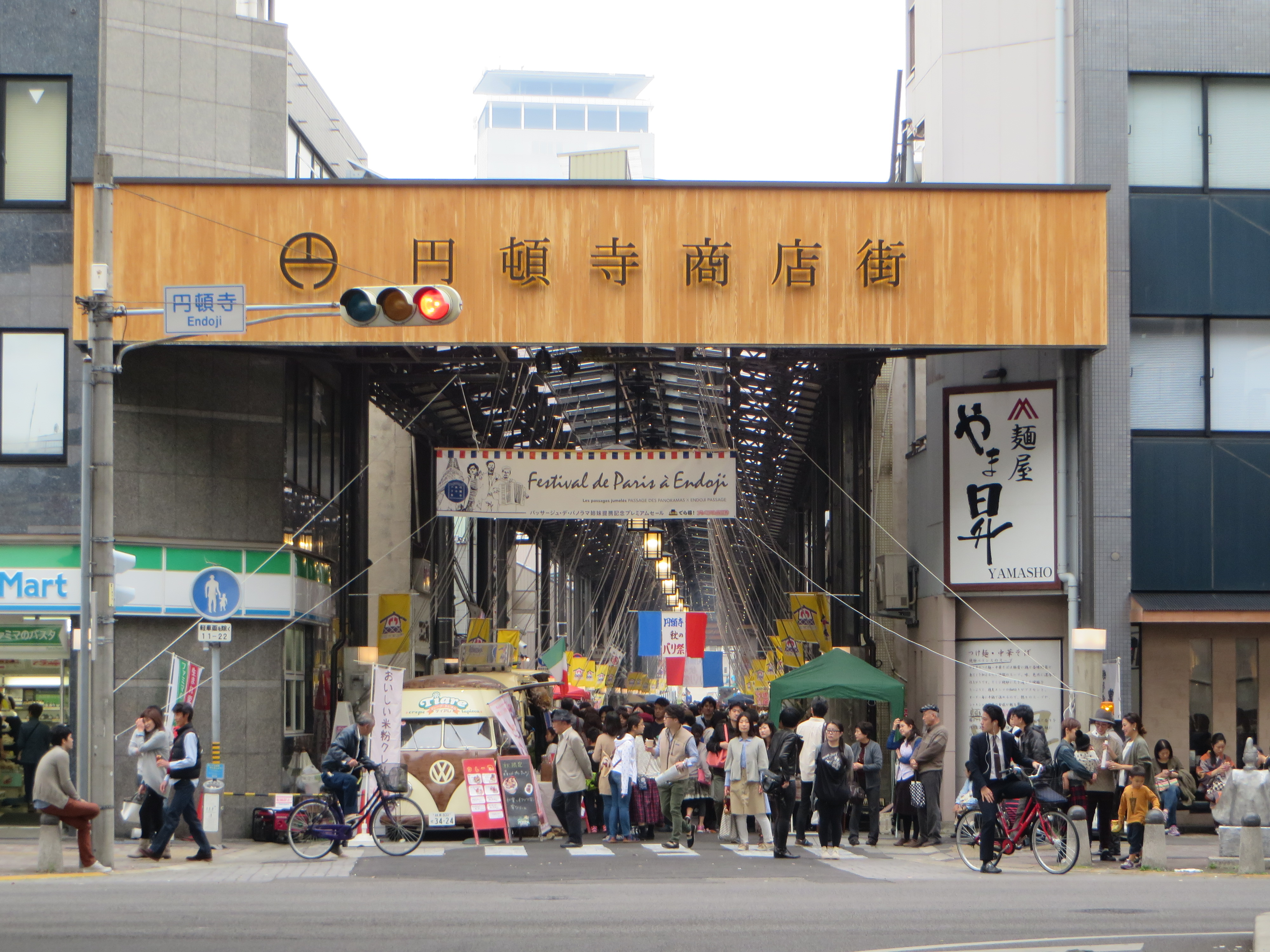
円頓寺商店街

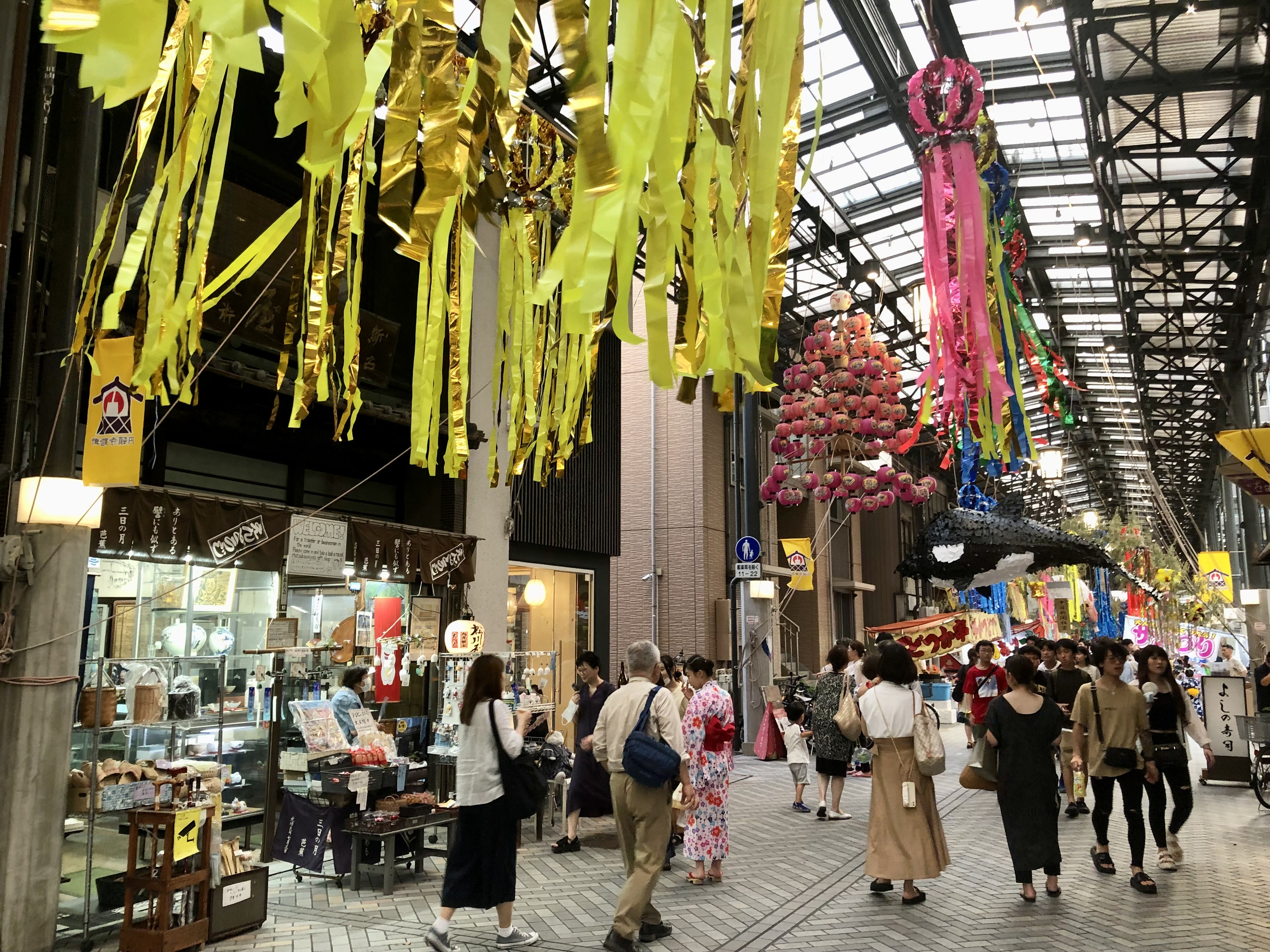
円頓寺商店街

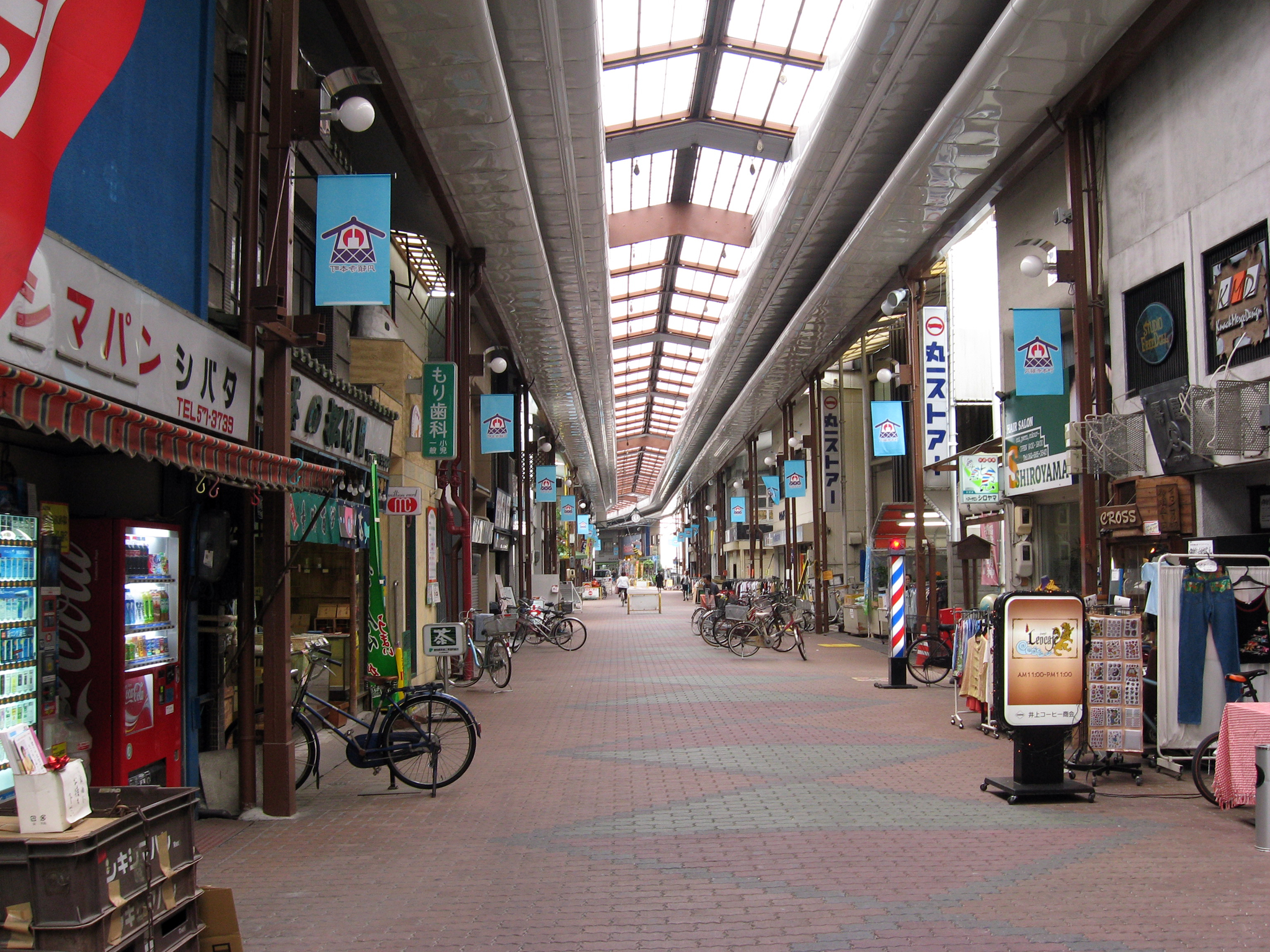
円頓寺本町商店街

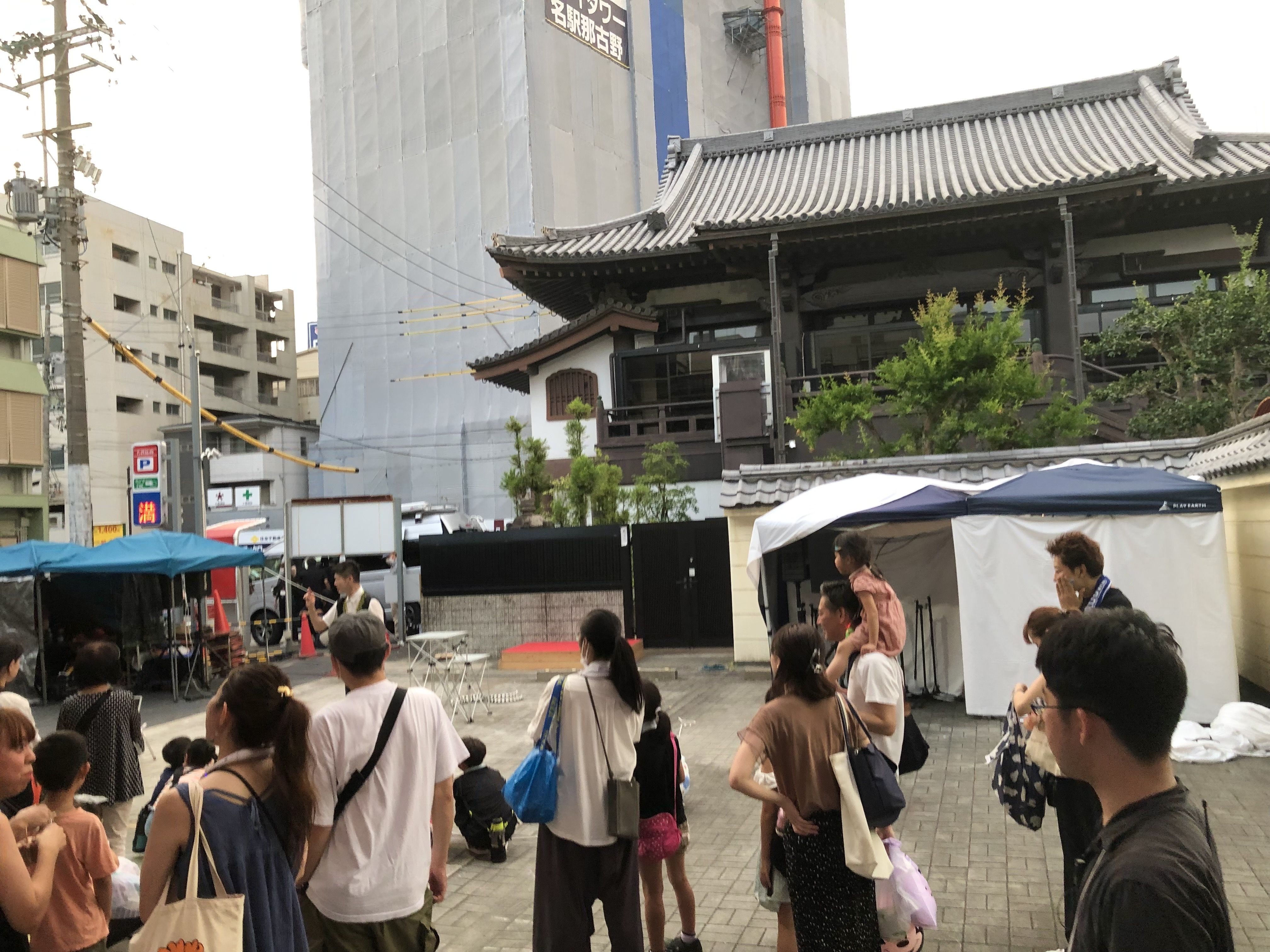
長久山円頓寺

円頓寺（えんどうじ）とは、名古屋市西区那古野（なごの）にある長久山圓頓寺（えんどんじ）の門前町として広がっている商店街である。

## 歴史

### 昭和時代まで
堀川に掛かる五条橋から西に向かい、江川（現在は暗渠化され名古屋市道江川線）の上畠橋までを圓頓寺に因んで圓頓寺筋と呼んだのが始まりで、南側にある真宗高田派名古屋別院から御本坊筋とも呼ばれ、阿原山慶栄寺などもあることから門前町として発達した。但し、現在の読みである「えんどうじ」がいつ頃定着したものであるかははっきりとした記録が無い。
なお、圓頓寺や慶栄寺が現在地に移転して来たのは享保9年（1724年）の大火の後で、それ以前は武家屋敷が多く立地しており、古くは徳川義直の側室・貞松院の下屋敷なども置かれていた。
名古屋市道江川線を境に円頓寺通（円頓寺商店街）と円頓寺本町通（円頓寺本町商店街）に分かれている。円頓寺本町通の西には西円頓寺商店街もあって西端は名古屋駅にほど近い。明治時代、東海道本線の開通に伴って町の西方に日本陶器や豊田紡織などの工場が立地し、市街地の拡大によって商店街も名古屋市道江川線の西側へ押切線まで伸び（現在の本町商店街）、南側も志摩町商店街（現在の那古野2丁目）の地域まで広がった。
1911年（明治44年）、町の東端付近に名鉄瀬戸線の終点である堀川駅が開業。また、1913年（大正2年）には名古屋電気鉄道の江川線（後に名古屋市電上江川線）が開業するなど交通至便であり、多くの利用客で賑わっていた。1932年（昭和7年）の調査では飲食店・食料品・家庭装飾品・日用品を扱う店が大半で、瀬戸線・江川線の利用者や工場勤務者を主な顧客とする食品・衣服・日用品の市場であり、古くからの商家が集まる市西北部唯一の盛り場として、特に夜間に賑わいを見せたという。1945年（昭和20年）の名古屋大空襲では慶栄寺など被害を出したが一部焼け残った為、円頓寺界隈では古い町並みが幾つか残った。
昭和30年代まで賑わった円頓寺界隈も、堀川駅と市電の双方が廃止された後は衰退の一歩を辿っていたが、名古屋城の城下町の雰囲気が残る四間道（しけみち）地区と共に「名古屋駅からの徒歩散策コース」として近年脚光を浴びている。同じく名古屋の下町商店街として全国的な知名度を誇る大須と比して集客面では劣っているが、昭和30年代から続く「円頓寺七夕まつり」や「中日ドラゴンズ応援ビールかけ」（優勝時）のほか、着物姿の客にサービスする「円頓寺・四間道界隈着物日和」、フリーマーケットや骨董品から大道芸人など各種の出展による「ごえん市」などの独自イベントや、地域通貨の「おむすび通貨」導入などを行なっている。商店街の路地に行くと円頓寺銀座街と言うこぢんまりながらも昭和時代の古い平屋長屋の建物が並ぶスナック、バー、ベトナム料理、割烹、居酒屋、など何軒か立ち並ぶ小さな飲食街がある。また円頓寺界隈には他にも幾つか戦前の古い長屋の建物や1930年（昭和5年）に建てられた洋館風の医療法人復明館（旧水谷医院）が残っている。

### 平成・令和時代

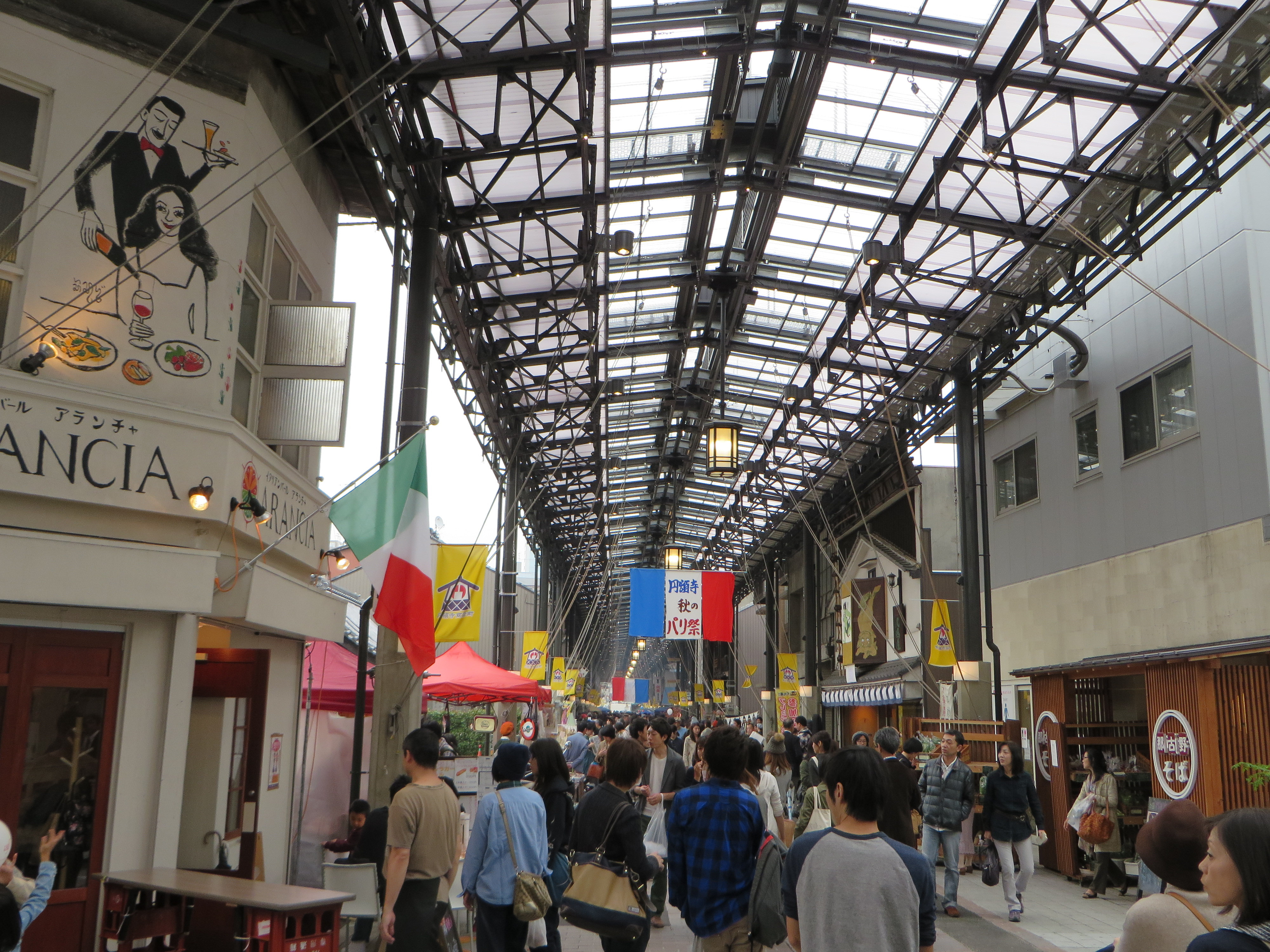
パサージュ・デ・パノラマとの姉妹提携を機に行われたパリ祭り

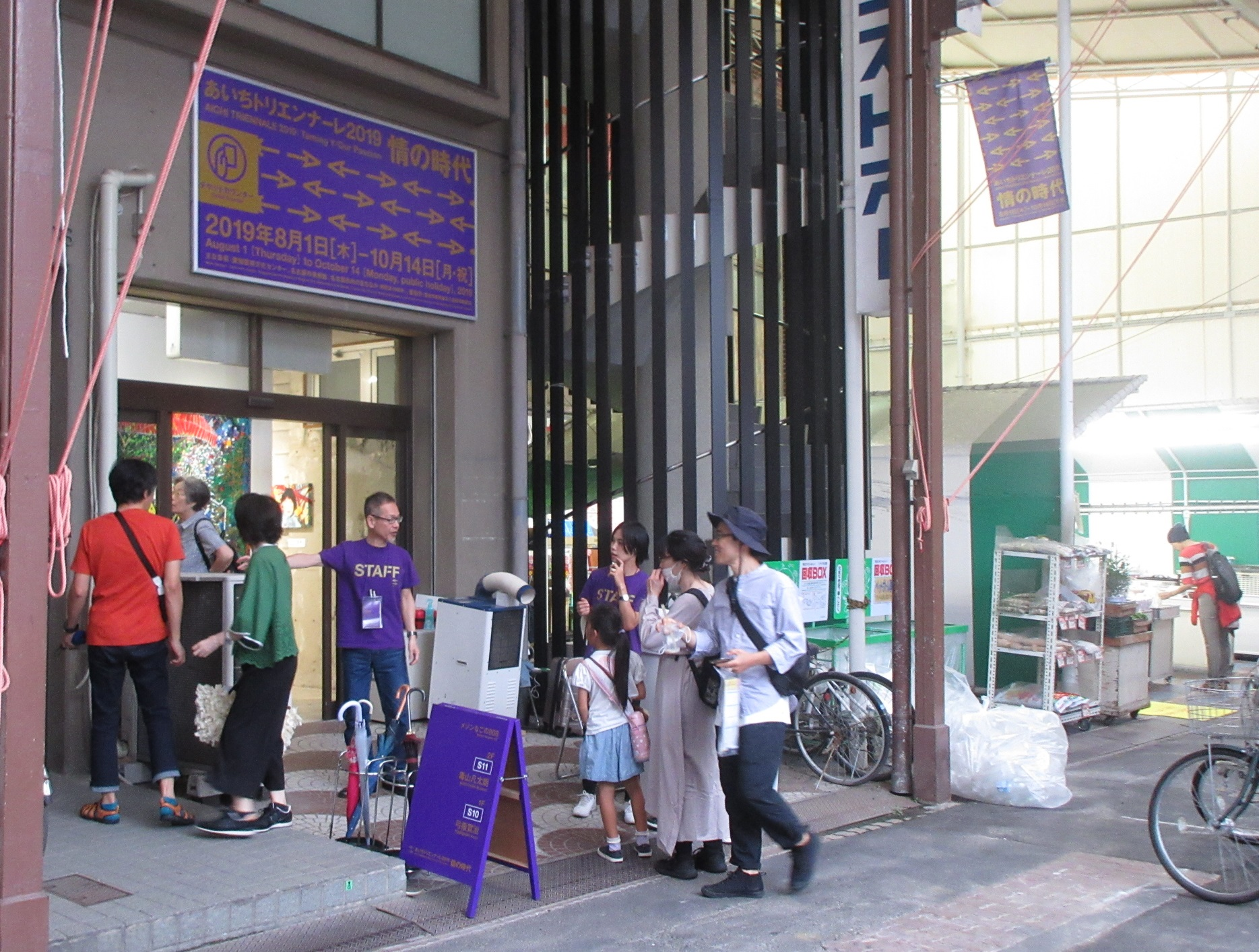
「あいちトリエンナーレ2019」の会場

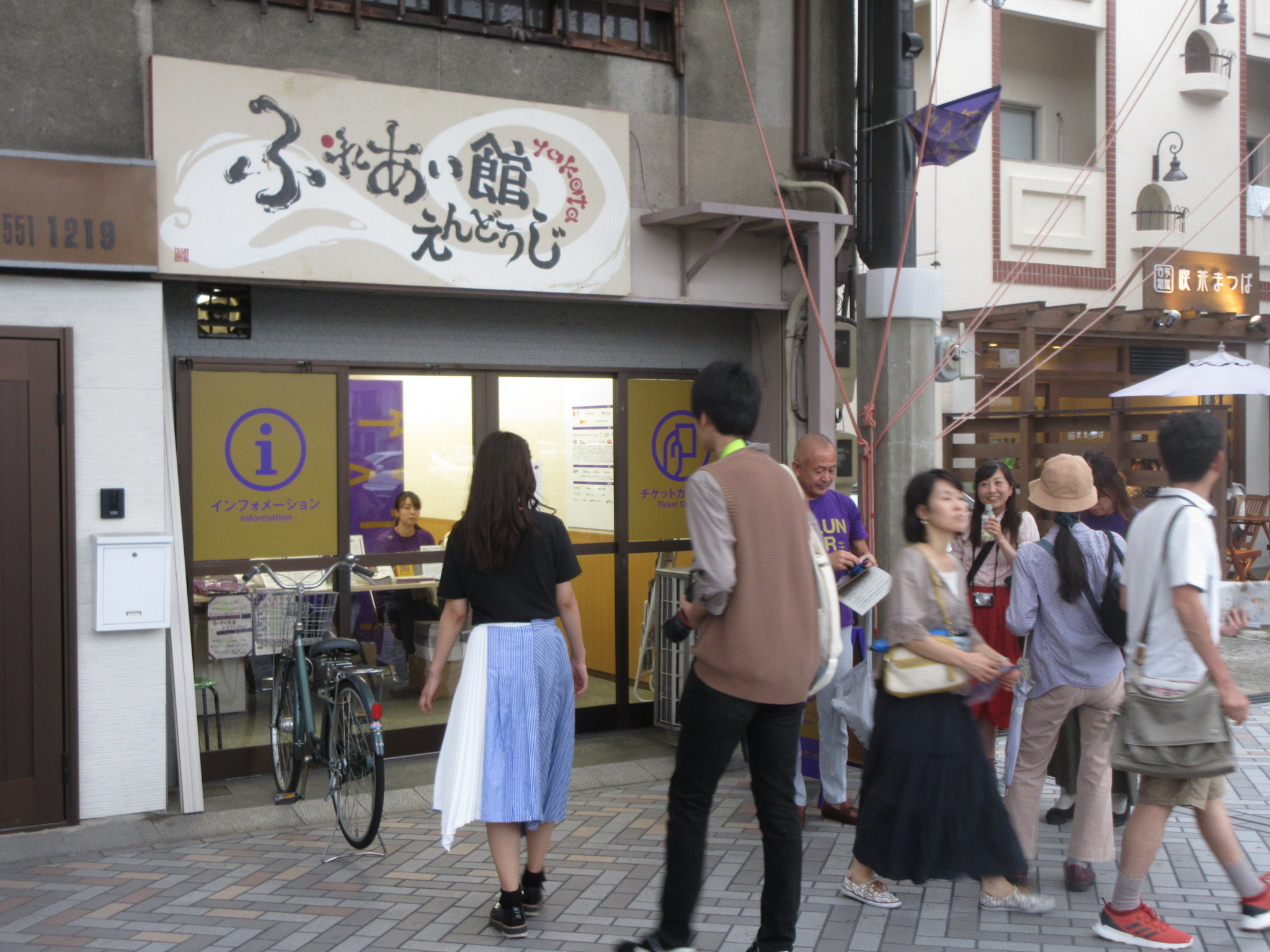
「あいちトリエンナーレ2019」のインフォメーションセンター

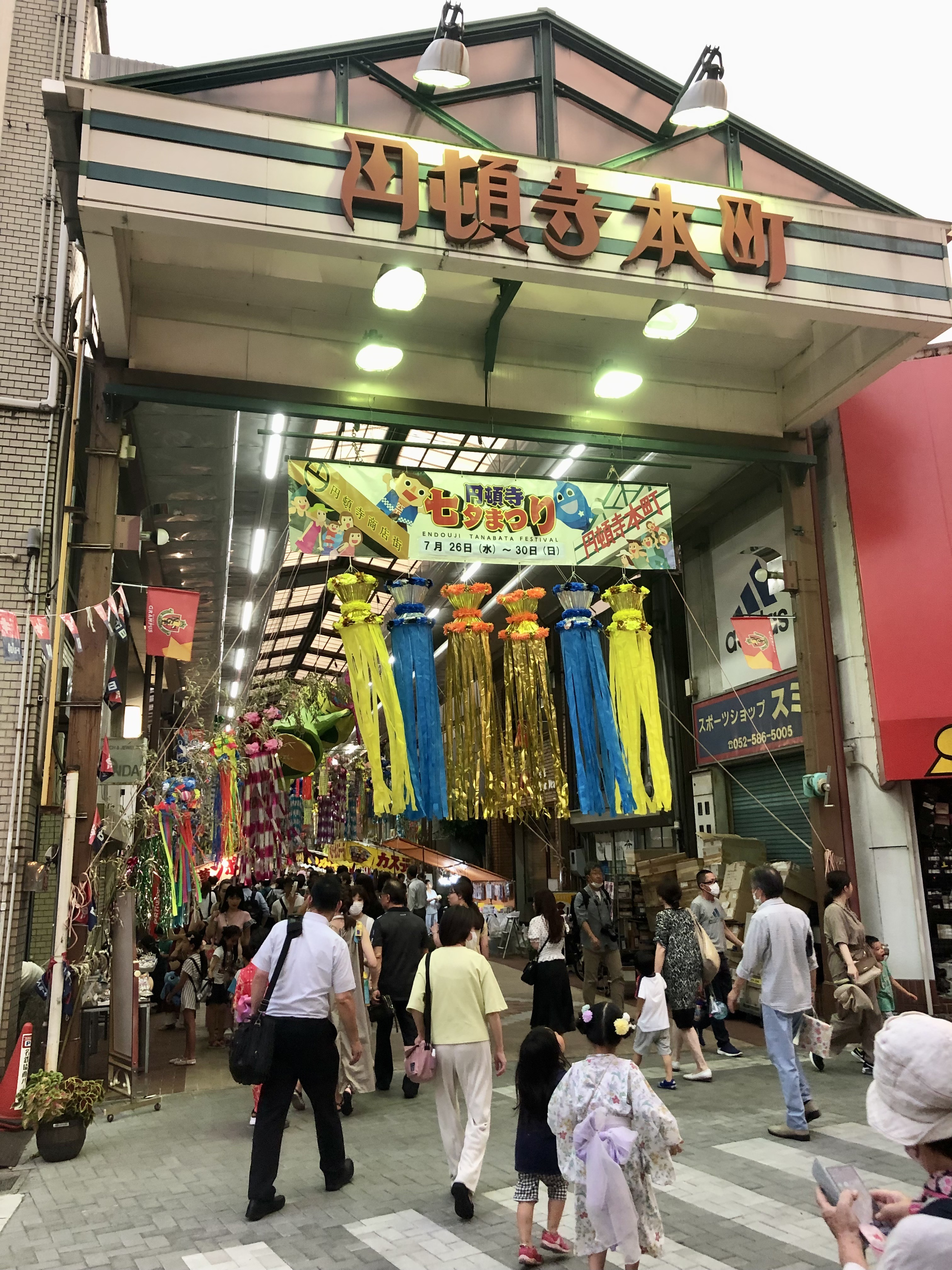
円頓寺七夕まつり（2023年7月）

2007年（平成19年）に那古野界隈の活性化を担って若手商店主を中心に、クリエイターや建築家、大学教授が集まり「那古野下町衆（那古衆）」が結成され、2009年（平成21年）には空き家が目立っていた円頓寺商店街及び四間道などの那古野地区の町作りと空き家対策の活性化を目指して、建築家の市原正人をリーダーに那古野地区店舗開発協議会（通称ナゴノダナバンク）が発足。以後商店街の空き家や古い建物などが再利用され新しいお店などが入る様になった。
また、町おこしとして2009年（平成21年）から2011年（平成23年）にかけて円頓寺映画祭が開催されたほか、2009年に円頓寺を舞台に映画を制作するプロジェクト「円頓寺活動写真」が発足し映画『歪屋』が制作され、2011年10月には円頓寺商店街を舞台としたご当地映画『WAYA! 宇宙一のおせっかい大作戦』が全国公開された。
2013年（平成25年）7月26日には円頓寺商店街と円頓寺本町商店街の交差点四隅に三英傑（織田信長、豊臣秀吉、徳川家康）と水戸黄門の徳川光圀のモニュメント像が設置された。地元のある不動産会社経営者が「地域の役に立ちたい」と、日本美術専門学校（埼玉県伊奈町）に像の制作を依頼し、商店街に寄贈した。像の制作は日本美術専門学校の彫刻科の学生が多くの史料を見てイメージを膨らませて制作している。三英傑の像制作は愛知県ゆかりの3人だが、県内で3人そろっている場所が、中々いないのは寂しいとの理由で、水戸黄門の像制作は単純に「好きだったから」との理由である。元々は加賀藩の祖前田利家や徳川第8代将軍徳川吉宗や江戸期の町奉行大岡越前を加えた7体の像の制作を依頼していたが、学校側が「制作が間に合わない」との理由で、三英傑と水戸黄門の像だけとなった。
2015年（平成27年）3月21日には1989年に屋根の取り替えが行われて以来の大規模となるアーケードの全面改修工事が終わり完成記念式典が行われた。元の骨組みはそのまま利用してリニューアルしている。
屋根は半透明で太陽光が入り込み明るくなり一部は開閉式である。ソーラーパネルや防犯カメラを設置し照明にはLEDを採用している。また玄関口には木目調のベースにした看板に新調された。
同年4月2日には、フランス・パリの商店街「パサージュ・デ・パノラマ」と姉妹提携の調印式が行われた。ちなみに、2012年以降は、円頓寺商店街の新しいイベントとしてフランスやパリに因んだ円頓寺秋のパリ祭が開催されている。
2016年（平成28年）9月13日にCBCテレビ（中部日本放送）開局60周年記念スペシャルドラマ『ハートロス ～虹にふれたい女たち～』では四間道エリアと共に舞台となった。
2019年（令和元年）8月1日から10月14日まで、商店街周辺の店舗、家屋、駐車場などが「あいちトリエンナーレ2019」の会場となった。地元の有志が地域の活性化につなげようと、トリエンナーレをイメージした食事の用意やトイレの提供したりする店を掲載した手作り地図を作成したり、入場券で割引サービスを設けたりした。「表現の不自由展・その後」が中止となり物議を醸している中、円頓寺本町商店街周辺に9月22日ごろ、「アート死す」「アートの墓場」と書かれたビラ19枚が貼られることがあった。